# Peggy Gou
Kim Min-ji (en coreà: 김민지; Inchon, 3 de juliol de 1991), més coneguda amb el nom artístic de Peggy Gou, és una discjòquei i productora discogràfica de Corea del Sud resident a Alemanya. Ha publicat treballs en segells discogràfics com Ninja Tune i The Vinyl Factory. El 2019, va presentar la seua pròpia discogràfica independent, Gudu Records.

## Trajectòria
Gou va començar anar a classes de piano clàssic als 8 anys. Als 14 anys, els seus pares la van enviar a Londres per a estudiar anglès. Va tornar a Corea quan tenia 18 anys, però sis mesos després va tornar a Londres per a estudiar moda al London College of Fashion. Després de graduar-se va treballar com a redactora de la revista Harper's Bazaar, i més endavant es va traslladar a Berlín.

La seua primera actuació com a punxadiscos va ser al Cirque Le Soir del Soho, i més tard va actuar setmanalment a The Book Club, al North East London. El 2013, va aprendre a utilitzar Ableton Live i va començar a crear les seves pròpies cançons. La seva primera cançó, «Hungboo», la va acabar el 2014. Gou va fer el seu debut discogràfic el gener de 2016 al segell Rekids amb The Art of War Part 1.

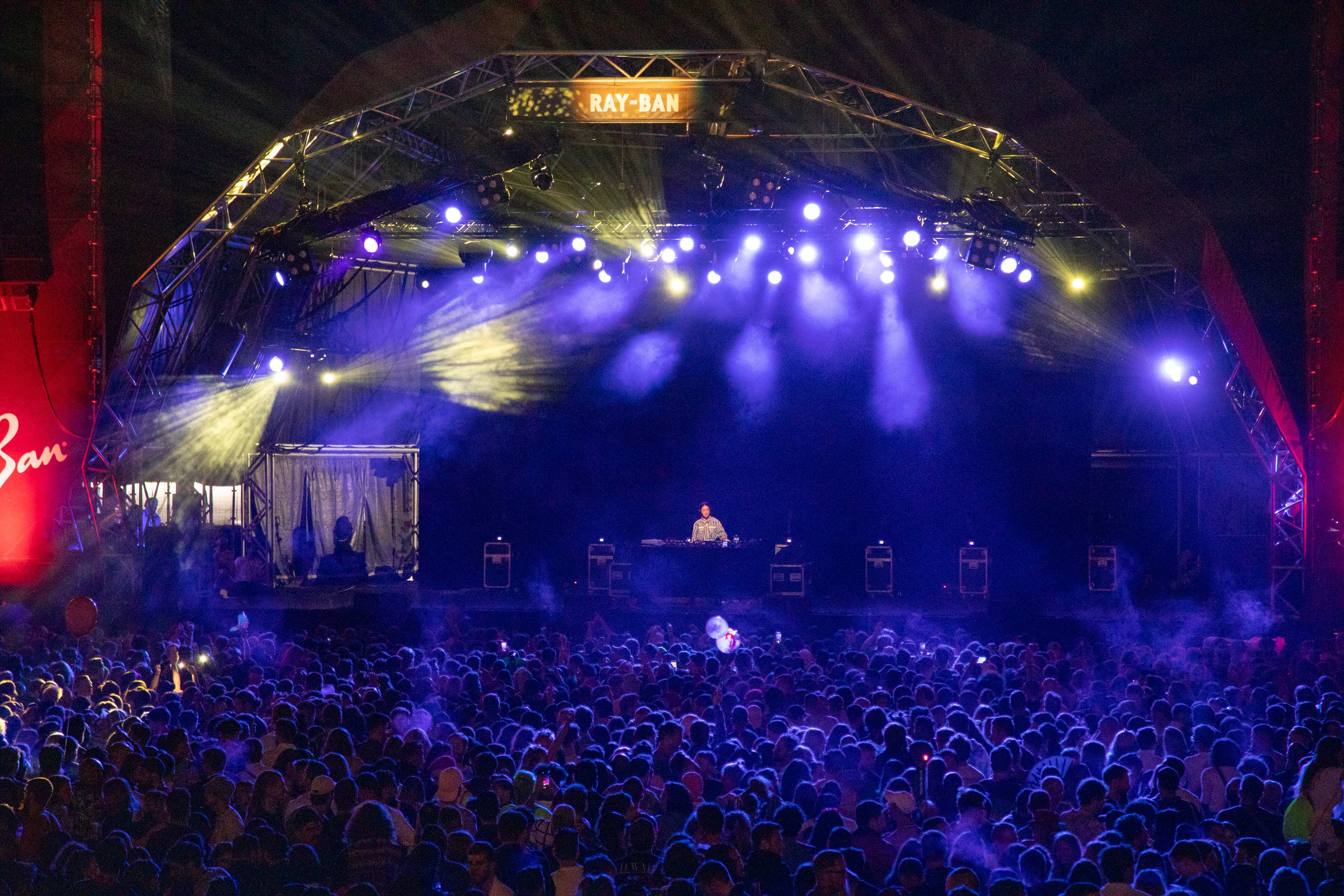
Peggy Gou actuant al Primavera Sound 2019

Gou es va embarcar en la seva primera gira estatunidenca i va debutar a Boiler Room a Nova York el 2017. Va ser la primera DJ coreana a punxar a la discoteca Berghain de Berlín. Ha actuat a llocs com Coachella, Glastonbury, Eivissa, Primavera Sound, Sónar, així com per a Off-White de Virgil Abloh.
El 2019, Forbes va nomenar-la com una de les líders asiàtiques, pioneres i emprenedores menors de 30 anys. Va llançar la seua pròpia marca de moda KIRIN («girafa», en coreà), amb el suport de Virgil Abloh.

## Discografia

### Remescles
- DJ-Kicks: Peggy Gou (2019)

### EP
- Art of War (2016)
- Art of War (Part II) (2016)
- Seek for Maktoop (2016)
- Once (2018)
- Moment (2019)